# Kristin Hannah
Kristin Hannah (Garden Grove (Califórnia), 25 de setembro de 1960) é uma escritora norte-americana. Seus livros foram traduzidos para 43 idiomas e venderam mais de 15 milhões de exemplares no mundo. The Nightingale (O Rouxinol) ficou em primeiro lugar na lista de mais vendidos do The New York Times e foi considerado melhor livro do ano por diversos veículos, entre eles The Wall Street Journal, Amazon, The Week e Buzzfeed.

## Biografia
Kristin Hannah nasceu na Califórnia. Depois de se formar em comunicação pela Universidade de Washington, Hannah trabalhou em uma agência de publicidade em Seattle. Ela se formou na faculdade de direito da Universidade de Puget Sound e exerceu a advocacia em Seattle antes de se tornar uma escritora em tempo integral. Hannah escreveu seu primeiro romance com sua mãe, que estava morrendo de câncer na época; o livro nunca foi publicado.
O trabalho mais vendido de Hannah, The Nightingale (O Rouxinol), vendeu mais de 4,5 milhões de cópias em todo o mundo e foi publicado em 45 idiomas.
Hannah mora em Bainbridge Island, Washington, com o marido e o filho.

## Obras
- A Handful of Heaven (1991)
- The Enchantment (1992)
- Once in Every Life (1992)
- If You Believe (1993)
- When Lightning Strikes (1994)
- Waiting for the Moon (1995)
- Home Again (1996) PT: Um Amor do Passado (Círculo de Leitores, 2019; Bertrand Editora, 2022)
- On Mystic Lake (1999) BR: O Lago Místico (Novo Conceito, 2014) PT: Uma Segunda Oportunidade (Editorial Presença, 2004)
- Angel Falls (2000) PT: Em Nome do Amor (Círculo de Leitores, 2018; Bertrand Editora, 2020)
- Summer Island (2001) PT: Segredos de Família (11X17, 2003)
- Distant Shores (2002) PT: A Escolha (11X17, 2013)
- Between Sisters (2003) BR: Tempo de Regresso (Arqueiro, 2019) PT: Entre Irmãs (Bertrand Editora, 2003)
- The Things We Do for Love (2004) As Coisas Que Fazemos Por Amor (Arqueiro, 2017)
- Comfort and Joy (2005)
- Magic Hour (2006) PT: A Hora Mágica (Bertrand Editora, 2015)
- True Colors (2009) BR: As Cores da Vida (Arqueiro, 2016) PT: Um Estranho na Cidade (Círculo de Leitores, 2010; Bertrand Editora, 2017)
- Winter Garden (2010) Jardim de Inverno (Novo Conceito, 2013)
- Night Road (2011) O Caminho para Casa (Arqueiro, 2012)
- Home Front (2012) BR: Quando Você Voltar (Arqueiro, 2013) PT: O Regresso (Círculo de Leitores, 2014; Bertrand Editora, 2023)
- The Nightingale (2015) BR: O Rouxinol (Arqueiro, 2015) PT: O Rouxinol (Bertrand Editora, 2016; 11X17, 2021)
- The Great Alone (2018) BR: A Grande Solidão (Arqueiro, 2018) PT: A Grande Solidão (Bertrand Editora, 2019; 11X17, 2022)
- The Four Winds (2021) BR: Os Quatro Ventos (Arqueiro, 2022) PT: Os Quatro Ventos (Bertrand Editora, 2021)
- The Women (2024)

### SérieGirls Of Firefly Lane
- Firefly Lane (2008) BR: Amigas Para Sempre (Arqueiro, 2014) PT: As Inseparáveis (Círculo de Leitores, 2011; Bertrand Editora, 2018; 11X17, 2023)
- Fly Away (2013) BR: Por toda a eternidade (Novo Conceito, 2014) PT: Uma Estrela na Noite (Bertrand Editora, 2019)

### Colaborações
- Harvest Hearts (1993) (com Joanne Cassidy, Rebecca Paisley e Sharon Harlow)
- Of Love and Life (2000) (com Janice Graham e Philippa Gregory)
- "Liar's Moon" em With Love (2002) (com Jennifer Blake e Linda Lael Miller)

## Adaptação
- Firefly Lane (2021) No Brasil: Amigas para Sempre. O livro de mesmo nome foi adaptado em uma série original Netflix, estrelando Sarah Chalke e Katherine Heigl, estreou em 3 de fevereiro de 2021.[6]